# O̦
Cette page contient des caractères spéciaux ou non latins. S’ils s’affichent mal (▯, ?, etc.), consultez la page d’aide Unicode.
O̦ (minuscule : o̦), appelé O virgule souscrite, est un graphème utilisé dans l’écriture du yanomamö, du ǀxam ou dans certaines transcriptions phonétiques. Il s’agit de la lettre O diacritée d’une virgule souscrite.

## Utilisation
Le O virgule souscrite a été utilisé en ǀxam et représente une voyelle mi-fermée postérieure arrondie pharyngalisée [oˤ].
Le O virgule souscrite est utilisé en yanomamö pour représenter une voyelle o nasalisée, certains ouvrages utilisent plutôt le O cédille ‹ O̧ o̧ › ou le O ogonek ‹ Ǫ ǫ ›.

## Représentations informatiques
Le O virgule souscrite peut être représenté avec les caractères Unicode suivants (latin de base, diacritiques) :
| formes    | représentations | chaînes de caractères | points de code | descriptions                                            |
| --------- | --------------- | --------------------- | -------------- | ------------------------------------------------------- |
| capitale  | O̦               | O◌̦                    | U+004F U+0326  | lettre majuscule latine o diacritique virgule souscrite |
| minuscule | o̦               | o◌̦                    | U+006F U+0326  | lettre minuscule latine o diacritique virgule souscrite |